# Богданович (город)
Богдано́вич — город в Свердловской области России, административный центр муниципального округа Богданович и Богдановичского района.

## Этимология
Название города происходит от фамилии Евгения Васильевича Богдановича — автора проекта строительства железной дороги Казань — Екатеринбург — Тюмень, царского генерала, дворянина, морского офицера, участника Крымской войны (1853—1856 гг.), генерала от инфантерии и старосты Исаакиевского собора (1878 г.).
Железнодорожная станция Оверино была основана рядом с деревней Оверина (Аверина) в 1883 году. В 1885 году станция была переименована в станцию Богданович. До реформы русской орфографии 1918 года название писалось «Богдановичъ».
Город Богданович — один из немногих городов Свердловской области, который сохранил первоначальное название до сегодняшнего дня.

## Физико-географическая характеристика
Богданович расположен на реке Кунаре (правом притоке Пышмы), на Западно-Сибирской равнине, в 99 километрах к востоку от Екатеринбурга.
Город состоит из двух микрорайонов. Северный микрорайон, где находятся бывший фарфоровый завод и мясокомбинат, включает также территорию деревень Аверино и Глухово. Его жилая часть отделена от промзоны Кунарой. С востока к нему примыкает посёлок шпалопропиточного завода. В Южном микрорайоне, вокруг исторического ядра — вокзала и других зданий железной дороги, находятся администрация города, жилые кварталы, а в восточной части расположено АО «Огнеупоры».

## История

### Ранние поселения
До освоения русским народом богдановичских земель здесь проживали тюрки (сибирские татары), а ещё ранее — финно-угорские народы (манси, ханты). Об этом свидетельствуют сохранившиеся названия населённых пунктов, рек и озёр.

#### Кашинское городище
Кашинское городище — археологический памятник, объект культурного наследия федерального значения, первое поселение человека на территории Богдановичского района в первой половине I тысячелетия нашей эры. Расположено к северу от города Богдановича, в 0,5 км юго-западнее от деревни Кашиной, на правом берегу реки Кунары.
В 1884 году инженер Фердинанд Юстинович Гебауэр летом 1884 года прожил несколько дней в селе Кашинском и изучил местное древнее сооружение, прозванное кашинскими жителями «Чудским городищем». Ф. Ю. Гебауэр обнаружил признаки местопребывания чудского племени, судя по найденным изделиям.
В 1960 году археологическая экспедиция Уральского государственного университета под руководством Елизаветы Михайловны Берс выяснила, что Кашинское городище было основано около 500-х годов нашей эры, то есть в средневековье. Жили здесь скотоводы родовой общиной.

### Деревня Глухая (1703)

#### Основание
В 1657—1658 годах Невьянский Спасский Богоявленский мужской монастырь (Невьянская Слобода) царским указом Алексея Михайловича получил право владеть землями в междуречье Пышмы и Кунары, территорией «новой Пышминской слободы» Верхотурского уезда. Административный центр митрополичьей слободы, острог и двор Невьянского монастыря показаны на чертеже города Верхотурья (1699—1700 гг.) Семёна Ремезова, находились в устье реки Кунары.

#### Первое упоминание
Название населенного пункта «Глухая» (или «Глухих») появилось в Верхотурских актах после передачи (царским указом Петра Алексеевича) монастырских крестьян и земель Невьянского Богоявленского монастыря Невьянским железным заводам Никиты Демидова. В переписных и отдаточных книгах 1703 и 1704 годов содержатся четыре населённых пункта, называемые как «монастырская деревня» (заимка, пустошь): деревни Кекурская, Мельнишная, Кашина, Глухая. Этих деревень нет в «Чертежной книге Сибири» Семёна Ремезова — первом русском географическом печатном атласе, составленном в 1701 году, но, вероятно, деревни входили в состав Невьянской заимки ранее, как составные её части.
В 1706 году царским указом Петра Алексеевича земли и крестьяне Пышминской заимки, отданные Никите Демидову, были возвращены Невьянскому монастырю. На ланд-карте, составленной в 1734—1736 гг. (копия А. Кичигина 1744 г.), по реке Кунаре указано новое название населенного пункта — Монастырска(я). Вероятно, это второе имя деревни Глухой, отражавшее её принадлежность.
Деревня Глухих указана среди Пышминских заимок «на дворце» Невьянского Спасо-Богоявленского монастыря при архимандрите Варлааме в «Переписной книге Верхотурского уезда 1710 года» (РГАДА. Ф.214. Оп.1. Д.1539).
Деревня Глуха на реке Кунаре указана на картах Оренбургской губернии, составленных в 1755 году Иваном Красильниковым (исследователем Оренбургского края, геодезистом и географом) и П. И. Рычковым.
В 1869 году деревня Глуховская (Глухая) входила в Кунарскую волость Камышловского уезда Пермской губернии, состояла из 121 двора, число жителей — 338 мужского пола и 346 женского пола. Имелась православная часовня.
Сегодня Глухово — это исторический район города Богданович на реке Кунаре.

### Деревня Оверина (1869)

#### Этимология
Ойконим Оверина (Аверина) имеет много вариантов значений. В русском обществе вплоть до 1917 года географические названия часто происходили из примеров жизнедеятельности, описанных в Библии, ставших элементами национального языка, имятворческой традицией в России.
Фамилией Аверины обладал дворянский род.
Топографические данные указывают на географическое положение деревень с названием «Аверино» у водных потоков, малых рек, на местности лесной и насыщенной водными потоками, болотистой, труднопроходимой. Топоним Аверина (Оверина и подобные) связаны с местной дорожно-мостовой системой.

#### Основание
История основания деревни Оверина связана с гидротехническим сооружением — «аверинской» плотиной на реке Кунаре на улице Степана Разина. Поселение было основано рядом с мостом через речку. Жители поселения — государственные крестьяне поддерживали в исправном состоянии переправу на грунтовой уездной дороге.

#### Первое упоминание
Первое известное упоминание в литературе о деревне Оверина дано в книге «Списки населенныхъ мест Россiйской Имперiи, составленные и издаваемые Центральнымъ статистическимъ комитетомъ Министерства внутреннихъ делъ.» по сведениям 1869 года.
В 1869 году деревня Прищанова (Оверина) входила в Новопышминскую волость Камышловского уезда, состояла из 64 дворов, число жителей — 253 мужского пола и 254 женского.
Деревня Оверина (Аверина) находилась на территории с севера на юг от реки Кунары до почтового (Сибирского) тракта, с запада на восток — от деревни Глуховской до деревни Каменки Камышловского уезда Пермской губернии. Деревня Оверина (Аверина), с одной стороны, была частью и другим (в просторечии) наименованием деревни Прищанова, с другой стороны, была выселком деревни Глуховской.
Сегодня Оверино — это исторический район Богдановича от реки Кунары до железнодорожной станции для индивидуального жилищного строительства.

### Станция Оверино (1883)

#### Проект Транссиба
15 января 1866 года министр внутренних дел России П. А. Валуев дал письменное предписание чиновнику особых поручений при министре полковнику Евгению Васильевичу Богдановичу решить вопрос с нуждой в продовольствии из-за неурожая в Пермской и Вятской губерниях в 1864—1865 гг..:
«…немедленно отправиться в помянутые губернии и, по предварительному совещанию с местными губернаторами, посетить уезды, жители коих терпят нужду в продовольствии. Я надеюсь, что Вы примете, с надлежащею предусмотрительностью, все меры к точнейшему разъяснению действительных нужд населения и изыскания средств для скорого предотвращения могущих быть от этого последствий…».
23 марта 1866 года из Екатеринбурга в телеграмме Евгений Васильевич доложил, что решение проблемы возможно с помощью постройки железной дороги из внутренних губерний в Екатеринбург и далее от Тюмени в Сибирь до границы с Китаем. В апреле 1868 года Евгений Богданович получил от Императора Александра II разрешение и средства на экспедицию в эти районы.
В 1868—1869 гг. были проведены натурные изыскания и разработан «Проект Сибирско-Уральской железной дороги» — один из ранних многочисленных проектов строительства железной дороги до Тюмени, будущего Транссиба.

В 1878 году за идею создания и усилия, потраченные на разработку крупнейшей железной дороги, Е. В. Богданович избран первым почётным гражданином города Екатеринбурга.
«Комитет министров постановил приступить немедленно к разработкам по сооружению Тюменско-Екатеринбургского участка железной дороги на казённые средства. Известный горный заводчик П. П. Демидов князь Сан-Донато совместно со строителем железных дорог, промышленником и меценатом П. И. Губониным предоставили правительству заявления принять сооружение всей Южной Сибирской линии». (Е. В. Богданович, 1880 г.)
 В 1883—1885 годах за счёт государственной казны построена железная дорога от Екатеринбурга до Тюмени (длиною 325 км). В период строительства железной дороги возросло количество строительных рабочих, появились дорожные рабочие и специалисты.

#### Основание станции
В 1883 году в правление Императора Александра III при строительстве Екатеринбург-Тюменского направления Транссибирской железной дороги около деревни Овериной (Авериной) (Кунарская волость Камышловского уезда Пермской губернии) была основана железнодорожная станция Оверино.

### Станция Богданович (1885)

#### Переименование
26 марта 1885 году железнодорожная станция Оверино была переименована и получила название станция Богданович в честь Евгения Васильевича Богдановича — автора проекта строительства железной дороги Казань — Екатеринбург — Тюмень, царского генерала, дворянина, морского офицера, участника Крымской войны (1853—1856 гг.), генерала от инфантерии и старосты Исаакиевского собора (1878 г.).

#### Первый поезд
6 октября 1885 года в Тюмень прибыл первый пробный поезд с санитарной комиссией, главным контролером и инженерами. Вместе с ними приехал Eвгений Васильевич Богданович, к тому времени уже Eго Превосходительство, генерал-майор.
6 (19) декабря 1885 года, день памяти святого Николая Чудотворца — был избран строителем Екатеринбурго-Тюменской дороги, Петром Эрнестовичем Гетте, днём празднования открытия этой дороги в городе Екатеринбург. На Екатеринбургском вокзале епископ Нафанаил с духовенством отслужил молебен в присутствии Пермского Губернатора.

11 декабря 1885 года в газете «Екатеринбургская неделя» № 49 в рубрике «Хроника» вышла статья «По поводу торжества открытия Екатеринбурго-Тюменской линии», где было написано: 
«Давно, лет пятнадцать назад, предприимчивый, энергичный полковник генерального штаба Евгений Васильевич Богданович, на свой страх и риск, совершил рекогносцировку из Нижнего Новгорода, через Казань, Екатеринбург на Камышлов и Тюмень…

Многие города… и в том числе наш город Екатеринбург, удостоили Евгения Васильевича званием почетного гражданина, а город Камышлов учредил в Екатеринбургской гимназии вечную стипендию имени инициатора Сибирской железной дороги…

Хлопоты Богдановича, пока, увенчаны лишь тем, что узловая станция Оверино Екатеринбурго-Тюменской линии названа его именем: станцией „Богданович“. Награда довольно слабая за ту затрату энергии в течение двух десятков лет, которая вызвала к жизни Зауральские и Заволжские железные дороги. Честь и слава энергичному инициатору Евгению Васильевичу Богдановичу!».

#### Строительство станции
В 1885 году был построен первый деревянный вокзал с перроном, на станции было 7 путей, 2 паровоза. Обслуживающий персонал: начальник станции, 4 стрелочника, 5 путевых рабочих, один полицейский. В то время за сутки через станцию проходило два товарных и два пассажирских поезда со скоростью 15-20 км. в час.
Так же к 1885 году были построены деревянная водонапорная башня, насосная станция на берегу реки Кунары, два жилых 2-этажных дома у вокзала, железнодорожная казарма на 3 квартиры у пересечения Сибирского тракта с железной дорогой, погрузочная площадка.
В 1887 году на станции была построена каменная баня и паровозное депо.

#### Пристанционный посёлок
В конце XIX — начале XX веков станция Богданович и деревня Глуховская (Оверина) входили в состав сначала Кунарской и затем Троицкой волостей Камышловского уезда Пермской губернии. Рядом с железнодорожной станцией образовался пристанционный посёлок для обслуживания железной дороги. На станции проживало около 200 человек.
В 1900 году открыта школа грамотности в деревне Глуховской, в 1909 году для неё построено отдельное здание на правом берегу реки Кунара.
В 1908 году деревня Глуховская (Оверина) на реке Кунаре входила в Глуховское сельское общество Кунарской волости, состояла из 163 дворов, в которых проживало 850 человек (419 — мужского пола, 431 — женского пола). Деревня Аверина на реке Кунаре входила в Прищановское сельское общество Ново-Пышминской волости, состояла из 25 дворов, в которых проживало 126 человек (67 — мужского пола, 59 — женского пола). Разряд крестьян — бывшие государственные крестьяне.
3 июля 1911 году прошло венчание П. П. Бажова с Валентиной Александровной Иваницкой в храме Николая Чудотворца в деревне Кашиной. В. А. Иваницкая была выпускницей Екатеринбургского епархиального женского училища, в котором в 1907—1913 годах работал учителем Павел Петрович.
В 1913 г. станция стала узловой, было открыто железнодорожное движение по линии станция Богданович — станция Синарская (ныне ст. Каменск-Уральский).
В период первой мировой войны 1916 году было открыто железнодорожное движение по линии Богданович — станция Егоршино (ныне в г. Артёмовском). Станция Богданович стала крупным узлом железных дорог, соединившим Северный и Южный Урал. Железная дорога из Богдановича (после пересечения с веткой дороги Екатеринбург — Тюмень) продолжалась на север, к Алапаевску, поворачивая на Нижний Тагил, где соединялась с Уральской горнозаводской железной дорогой. В этом же году была открыта амбулатория с аптечным киоском при железнодорожной станции.

#### Штаб полка (1918)
В конце июля 1918 года в период гражданской войны в России части белой Сибирской армии совместно с чехословацким корпусом вели бои против Красной армии за станцию Богданович. Советские войска отступали через Богданович на Егоршино, Алапаевск и Нижний Тагил.
В конце июля 1918 года на станции Богданович располагался штаб 1-го Крестьянского коммунистического полка «Красных орлов» (2250 бойцов). Командир полка был П. Н. Подпорин. Из окон вокзала торчали стволы пулемётов Кольта. Рядом со станцией были похоронены убитые красноармейцы и командиры Красной Армии.

#### Бои за станцию
27 июля 1918 года чехословацкий корпус и белые добровольческие отряды наступали на Богданович. С юга от станции Синарской на Богданович направлялся самодельный чешский бронепоезд со стрелковым десантом — боевая колонна подполковника Д. Н. Панкова. Через деревню Каменноозерское наступал добровольческий Шадринский отряд капитана А. А. Куренкова. С востока шёл чешско-русский отряд генерала Г. А. Вержбицкого. С запада, со стороны Екатеринбурга, двигалась чешская разведка из группы полковника С. Н. Войцеховского.
28 июля 1918 года отряд белого офицера подполковника Д. Н. Панкова овладел станцией Богданович, захватив у красных 2 бронепоезда, 1 трёхдюймовое орудие, 7 пулемётов и 6 пулемётных стволов. Красная армия потеряла до 200 человек убитыми и спешно отступила в сторону Егоршино.
28 июля 1918 года в 7 часов на опустевшую станцию Богданович первым въехал чешский бронепоезд.

### Поселение городского типа (1919)
15 июля 1919 года станция Богданович с поселением при ней вошли в состав Троицкой волости Камышловского уезда Екатеринбургской губернии (Постановление НКВД РСФСР «О разделе Пермской губернии на две самостоятельные — Пермскую и Екатеринбургскую», Решение Пермского губернского совета крестьянских, рабочих и солдатских депутатов от апреля 1918 года).

#### Перепись (1920)
По данным Всероссийской переписи населения 1920 года, на территории железнодорожной станции Богданович с поселением проживало 1176 человек (798 — мужчин, 378 — женщин); число владений — 69; число жилых квартир — 140.

#### Первые коммуны
До 1920-х годов промышленности на территории района не было. Основным занятием населения было сельскохозяйственное производство — земледелие и скотоводство. В 1920 году были созданы первые на территории района сельскохозяйственные коммуны: «Луч» крестьянами сел Троицкое и Ляпустино (председатель коммуны Ляпустин Иван Филиппович), «Путь к свету» крестьянами села Байны (председатель коммуны Русалин Николай Иванович).
В этом же 1920 году неподалёку от железнодорожного вокзала была открыта первая начальная школа.
В 1921 году в селе Глухово (улица Энгельса, 33) в честь рождества пророка Иоанна Предтечи открыт деревянный Иоанно-Предтеченский храм, однопрестольный (закрыт в 1939 г.).
27 февраля 1924 года — станция и посёлок Богданович вошли в состав Грязновского района Шадринского округа Уральской области РСФСР. При районировании новой Уральской области Президиум Шадринского окружного исполнительного комитета Уральской области РСФСР решением (протокол № 16) создал Грязновский район Шадринского округа Уральской области с центром в селе Грязновском. В его состав вошли сельские Советы: Грязновский, Барабинский, Каменноозерский, Троицкий, Байновский, Щипачевский, Быковский, Кунарский, Коменский, Чернокоровский, Некрасовский, Куликовский, Белейский, Ляпустинский, Чудовский, Мелехинский, Тыгишский.

#### Первый Богдановичский район
15 августа 1924 года — Президиум Шадринского окружного исполнительного комитета Уральской области решением (протокол № 52) упразднил Грязновский район и образовал Богдановичский район в составе Шадринского округа Уральской области с административным центром в селе Троицком.
В состав Богдановичского района входили территории 14 сельских Советов и территория упразднённого Грязновского района. Быковский сельский Совет народных депутатов управлял территориями железнодорожной станции Богданович, деревни Быковой и села Глухих (Глуховское, Аверино).

#### Перепись (1926)
По данным переписи населения 1926 года, на территории посёлка железнодорожной станции Богданович проживало 579 человек (275 — мужчин, 304 — женщин), по национальности: 570 — русских, 6 — поляков; число хозяйств — 167.
В 1926 году открылся Клуб железнодорожников на станции Богданович со зрительным залом на 150 мест для показа кинофильмов и библиотекой.

В 1927 году был основан железнодорожный сад (парк). Инициаторами выступили супруги Евдокия и Василий Прокопенко. На территорию будущего парка привезли на лошадях песок и саженцы, обустроили дорожки. До Великой Отечественной войны в саду работала открытая эстрада и танцплощадка, была художественная самодеятельность, устраивались массовые праздники не только для железнодорожников, но и трудящихся других предприятий.

#### Первая промышленность
В 1928 году была построена беконная фабрика.
В 1929 году началась промышленная разработка Троицко-Байновского месторождения огнеупорных глин «Востокосталь». В предреволюционные годы в районе сёл Троицкое и Байны наравне с железной рудой велась небольшая добыча огнеупорной глины. Месторождение огнеупорных глин было известно в XIX веке.
В 1930 году посёлок при железнодорожной станции Богданович стал административным центром Богдановичского района.
В этом же году началось строительство массо-заготовительного отделения и цеха подготовки будущего Богдановичского огнеупорного завода на базе Троицко-Байновского месторождения огнеупорных глин.
10 июля 1931 года Уральский областной исполнительный комитет принял постановление об объединении Богдановичского и Курьинского районов в один — Сухоложский район Уральской области с административным центром в селе Сухой Лог. В этом же году в посёлке открылся первый коммутатор на 30 телефонных номеров.
В феврале 1932 года было построено второе предприятие перерабатывающей промышленности в районе — молочный завод. В 1929—1932 годах был построен и сдан в эксплуатацию в шпалопропиточный завод.
В 1932 году была создана машинно-тракторная станция, в 1933 году — Богдановичский мясокомбинат (бывшая беконная фабрика). В 1933—1934 годах посёлок Богданович был центром Сухоложского района Уральской области.
В 1933 году цеха будущего огнеупорного завода выдали первую продукцию — кусковой шамот, в 1936 году первую партию огнеупорных изделий.
17 января 1934 года пристанционный посёлок Богданович вошёл в состав Сухоложского района Свердловской области (Постановлением ВЦИК Уральская область разделена на Свердловскую, Челябинскую и Обско-Иртышскую области.

### Рабочий посёлок городского типа (1935)
10 мая 1935 года Постановлением ВЦИК пристанционный посёлок Богданович преобразован в рабочий посёлок (посёлок городского типа). В состав рабочего посёлка были включены посёлок и железнодорожная станция Богданович Пермской железной дороги, посёлок Богдановичской МТС и селения Быково, Глухих и Аверина Сухоложского района, посёлки и промышленные площадки Троицко-Байновского шамотного завода, Мясокомбината и шпалопропиточного завода.
В 1936 году открылся Клуб мясокомбината на 160 мест для демонстрации фильмов и концертов.
Около 1937 года в селе Глухово строили храм по адресу переулок 9 января. Но не смогли достроить, хотя построили до колокольни. Позднее он был разрушен.

28 июля 1938 года было введено полное наименование для шамотного завода «Богдановичский шамотный завод». Основание введения наименования: Приказ № 530/а Народного комиссариата тяжёлой промышленности СССР. В Приказе говорилось:
«Изъять из состава Сухоложского комбината строительство Богдановичского огнеупорного завода и образовать дирекцию строящегося завода, подчинив его непосредственно Главному управлению огнеупорной промышленности».
1938 год является годом рождения Богдановичского огнеупорного завода.
В 1939 году с увеличением парка автомашин, тракторов, землеройной и другой строительной техники возникла необходимость в её ремонте и квалифицированном техническом обслуживании. Походные мастерские, переброшенные с этой целью в р.п. Богданович, положили начало Ремонтно-прокатной базе.
В 1939 году в селе Глухово был закрыт Иоанно-Предтеченский храм.
В годы Великой Отечественной войны Богдановичский огнеупорный завод был расширен и стал основным поставщиком огнеупоров Урала и Сибири. Строительство завода продолжалось более быстрыми темпами за счёт пополнения оборудованием и персоналом, эвакуированного с огнеупорных предприятий Юга и Центра страны.
В 1943 году был образован Промышленный комбинат (в будущем мебельная фабрика).

#### Второй Богдановичский район (1944)
4 декабря 1944 года Богдановичский район с административным центром в рабочем посёлке Богданович выделен из Сухоложского района (Указ Президиума Верховного Совета РСФСР от 27 ноября 1944 г. и от 2 ноября 1945 г., Решение Областного исполнительного комитета Свердловской области № 2199 от 4 декабря 1944 г.). В его состав вошли 19 сельских Советов.
В декабре 1944 года была создана Богдановичская прокуратура. В этом же году на базе эвакуированного из города Боровичи (Новгородская область) Боровичского горно-керамического техникума создан Богдановичский горно-керамический техникум.
2 августа 1945 года была основана газета «Большевистское слово».

### Город районного значения (1947)
19 августа 1947 года Указом Президиума Верховного Совета РСФСР рабочий посёлок Богданович был преобразован в город районного значения и являлся административным центром Богдановичского района Свердловской области.
1947 г. — здание Богдановичского механико-керамического техникума принято в эксплуатацию.
3 июля 1948 года «Богдановичский шамотный завод» переименован в «Богдановичский завод шамотных изделий». Основание введения наименования: Приказ Министерства чёрной металлургии СССР № 240 от 3 июля 1948 г. Государственный регистрационный лист № 7747.
1950-е годы
В 1950 году парк-сад железнодорожников назван в честь А. М. Горького. В саду на Парад пионеров собираются учащиеся средней школы, железнодорожной школы № 61, Быковской семилетней школы, 43-й, Глуховской и Коменской начальных школ.
В 1951 году был сдан в эксплуатацию Дворец культуры огнеупорщиков имени И. В. Сталина (ныне — Деловой и культурный центр).
22 ноября 1954 года «Богдановичский завод шамотных изделий» был переименован в «Богдановичский огнеупорный завод».
В 1956 году было открыто строительное училище № 15.
В 1957 году на городской площади был установлен памятник В. И. Ленину.
В 1960 году был сдан в эксплуатацию завод нерудных материалов.
1960-е годы
В 1960-е годы сад железнодорожников был переименован в городской парк культуры им. А. М. Горького. Были установлены аттракционы «Русские качели» и «Ветерок».
Весной 1961 года был открыт кинотеатр «Спутник» на 510 мест. На здании кинотеатра была размещена афиша, приглашавшая посмотреть первый художественный фильм — «Весна».
10 сентября 1961 года была открыта музыкальная семилетняя школа.
В 1961 году улица им. И. В. Сталина в Богдановиче была переименована в улицу Мира, улица им. К. Е. Ворошилова — в улицу Парковая.

### Город областного подчинения (1963)
1 февраля 1963 года Горсовет города Богданович подчинён Свердловскому областному (промышленному) Совету депутатов трудящихся и город районного назначения Богданович получил статус города областного подчинения Свердловской области. Сельские Советы Богдановичского района были переданы в состав Камышловского района, а города Богданович, Камышлов, Сухой Лог, рабочие посёлки Алтынай, Курьи, Пышма вошли в состав промышленной зоны с административным центром в городе Богдановиче (Указ Президиума Верховного Совета РСФСР).
С 1963 года Богдановичская прокуратура стала именоваться Богдановичская городская прокуратура и находиться в подчинении Прокуратуры Свердловской области.

#### Третий Богдановичский район (1965)
13 января 1965 года Богдановичский район был восстановлен в границах 1945 года, за исключением территории Володинского сельского Совета, которая отошла в Камышловский район (Указ Президиума Верховного Совета РСФСР). В состав Богдановичского района была включена территория Суворского сельского Совета.
В 1966 году была создана передвижная механизированная колонна Объединения «Свердловскмелиорация». В этом же году было открыто автобусное движение внутри города, между сёлами района, ближайшими городами и областным центром.
В 1969 году началось строительство завода по производству фарфоро-фаянсовой посуды. Закуплен итальянский проект и оборудование.
6 сентября 1969 года в ознаменование приближающегося юбилея 100-летия со дня рождения В. И. Ленина, были переименованы улица Рабочая в улицу имени В. И. Ленина, а улица Ленина — в улицу Спортивную (Решение исполкома горсовета депутатов трудящихся от 06 сентября 1969 года № 323 «О переименований улиц города»). Решение мотивировалось тем, что улица Рабочая стала одной из лучших улиц города: она прилегала к городской площади, где был в 1957 году установлен памятник В. И. Ленину, существующая же улица имени В. И. Ленина, на которой располагался стадион «Огнеупорщик», дальше не развивалась.
1970-е годы
В 1972 году было закончено строительство второго пути и электрификация железной дороги Егоршино — Богданович.
29 декабря 1973 года был принят в эксплуатацию первая очередь Богдановичского фарфорового завода. В феврале 1974 года Богдановичский фарфоровый завод выдал первую продукцию — 2000 штук фарфоровых тарелок. В качестве товарного знака продукции БФЗ выбрана ящерица — Хозяйка Медной горы из сказов П. П. Бажова.
В феврале 1975 года на станцию Богданович из Свердловска прибыл первый электропоезд (событие произошло в год 90-летия первого прибытия поезда на станцию в декабре 1885 года).
В 1976 году была создана Дорожная передвижная механизированная колонна № 18 треста «Облспецстрой» и принята в эксплуатацию детская соматическая больница.
14 декабря 1978 года улица Семилетки переименована на улицу Рокицанская (Решение Исполкома Богдановичского городского Совета народных депутатов от 14.12.1978 г. № 591 в «знак дальнейшего расширения и укрепления уз дружбы и сотрудничества между городами-побратимами Богданович и Рокицаны» и руководствуясь ст. 16 Указа Президиума Верховного Совета СССР «Об основных правах и обязанностях городских и районных в городах Советов депутатов трудящихся» от 19.03.1971 г.). В исполком городского Совета народных депутатов обратилось правление Общества Чехословацко-советской дружбы с просьбой о переименовании улицы Семилетки в Рокицанскую.
Осенью 1980 года начала свою работу Детская художественная школа. Первым директором школы стал Ефим Родионович Ковалёв.
4 марта 1981 года коллектив Богдановичского огнеупорного завода награждён орденом Трудового Красного знамени и «Богдановичский огнеупорный завод» переименован в «Богдановичский ордена Трудового Красного Знамени огнеупорный завод». Основание введения наименования: Указ Президиума Верховного Совета СССР от 4 марта 1981 г. № 4068-х.
1980-е годы
В 1985 году в городском парке им. А. М. Горького впервые отметили День города Богданович (38 лет), с 10 часов начинались массовое гуляние, концертные, танцевальные, игровые программы.
В 1987 году завод по производству комбикормов выдал первую продукцию.
5 февраля 1987 года «Богдановичский ордена Трудового Красного Знамени огнеупорный завод» переименован в «Богдановичское производственное объединение по производству огнеупорных материалов».
В мае 1989 года деревне Глухова создаётся православный приход. Открывал приход протоиерей Владимир Зязев. У колхоза «Искра» было выкуплено здание, которое обустроили под временный молитвенный дом.
1990-е годы
В 1990 году в деревне Глухово в деревянной избе (переулок Школьный, 7) открыт деревянный Иоанно-Богословский молитвенный дом, однопрестольный. Первым настоятелем храма был протоиерей Владимир Осенний с 1990 по 1993 гг.  Началась подготовка к строительству настоящего каменного храма.
В 1990 году по инициативе председателя горисполкома С. Л. Кыштымова в парке устанавили новые аттракционы: «Сюрприз», «Сатурн», «Юнга», «Колокольчик», в том числе «Круговой обзор».
28 июня 1990 года улица имени А. А. Жданова была переименована в улицу Коммунальная (Решение исполкома Богдановичского горсовета народных депутатов от 28.06.1990 г. № 202 «О переименовании улицы имени Жданова» в соответствии с Постановлением ЦК КПСС «Об отмене правовых актов, связанных с увековечиванием памяти А. А. Жданова»).

21 марта 1991 года «Богдановичское производственное объединение по производству огнеупорных материалов» получило сокращённое фирменное наименование «Богдановичское производственное объединение „Огнеупоры“». Основание введения наименования: Устав Богдановичского производственного объединения по производству огнеупорных материалов, утверждённый заместителем Министра металлургии СССР.
18 декабря 1992 года в ходе приватизации «Богдановичское производственное объединение „Огнеупоры“» было переименовано в «Богдановичское акционерное общество открытого типа по производству огнеупорных материалов». Сокращённое фирменное наименование: Богдановичское акционерное общество «Огнеупоры». Основание введения наименования: Решение Свердловского областного комитета по управлению государственным имуществом № 710 от 20 ноября 1992 года. Приватизация проводилась с применением второго варианта льгот. Размещение обыкновенных акций среди членов трудового коллектива было проведено по закрытой подписке — 51 % от общего числа акций. После закрытой подписки акции размещались путём свободной продажи на чековых и денежных аукционах мелким инвесторам — 29 %. Крупному инвестору акции проданы на инвестиционных торгах — 15 %. Из фонда акционирования работников предприятия среди трудового коллектива было размещено 5 % обыкновенных акций.
В 1993 году в деревне Глухово рядом с деревянным Иоанно-Богословским молитвенным домом архиепископ Свердловский и Курганский Мелхиседек заложил первый камень в основание нового каменного храма во имя святого апостола евангелиста Иоанна Богослова. При выборе места под строительство решили, что им должен стать исторический район Богдановича — деревня Глухово. Храм возводился на средства городских предприятий и частных лиц.

#### Референдум по Уставу (1995)
18 октября 1995 г. — назначен референдум по городу Богданович на 17 декабря 1995 года (Решение Собрания представителей города Богдановича от 18 октября 1995 года № 90). На референдум были вынесены следующие вопросы: 1) об объединении в единое муниципальное образование в пределах Богдановичского района, 2) о принятии Устава муниципального образования. 
17 декабря 1995 г. — в результате проведения референдума большинство проголосовавших жителей города и Богдановичского района (46,2 % голосов избирателей) решили объединиться в единое муниципальное образование (город с прилегающими сельскими территориями), был принят Устав муниципального образования «Богдановичский район» (49,8 % голосов избирателей).

#### Муниципальное образование (1996)
По Общероссийскому классификатору объектов административно-территориального деления ОК 019-95 (Постановление Госстандарта России от 31.07.1995 № 413) город Богданович получил код ОКАТО 6541600000, и по административно-территориальному делению Свердловской области стал относиться к городам областного подчинения Свердловской области.
24 апреля 1996 года «Богдановичское акционерное общество открытого типа по производству огнеупорных материалов» переименован в «Богдановичское открытое акционерное общество по производству огнеупорных материалов». Сокращённое фирменное наименование: Богдановичское ОАО «Огнеупоры». Основание введения наименования: Устав Богдановичского ОАО «Огнеупоры» в соответствии с Федеральным законом «Об акционерных обществах» № 208-ФЗ от 26.12.1995 г.
Выборы (1996)
Руководствуясь решением Думы Богдановичского района от 16 апреля 1996 года № 2 «О выборах мэра Богдановичского района» выборы мэра Богдановичского района были назначены на 16 июня 1996 года. Выборы проходили в два тура. В первом туре на пост главы исполнительной власти района претендовало четыре кандидата — Бровин В. В. (набрал 41,9 % голосов избирателей), Быков А. А. (21,9 %), Иванов Л. Г. (22,6 %), Краснолобов В. П. (5,6 %), против всех проголосовало 6 % избирателей. В результате проведения второго тура выборов (кандидаты Бровин В. В. и Иванов Л. Г.) мэром Богдановичского района был избран Бровин В. В. (65 % голосов избирателей).
10 ноября 1996 г. — по муниципальному делению Свердловской области образовано муниципальное образование Богдановичский район и включено в Реестр муниципальных образований Свердловской области за № 7. Административный центр муниципального образования — город Богданович.
2000-е годы
6 июля 2000 года — люди в камуфляже с автоматами ворвались на первый этаж здания городской администрации. Захватчики представились сотрудниками СОБРа Управления по борьбе с организованной преступностью Свердловской области. Их интересовала вся финансовая документация мэрии. Вторжение снимала съёмочная группа телекомпании «АТН», специально приглашённая УБОП. Мэр Богдановича Владимир Бровин в момент налёта находился вне здания в связи предвыборным отпуском. УБОП предъявило ему обвинение в хищении 12,5 млн рублей, которые якобы были присвоены им в 1999 году в результате проведения взаимозачётных схем. Мэр Богдановича Владимир Бровин обвинил УБОП в выполнении политического заказа накануне выборов Главы города. Об этом говорят очень многие факты: специально приглашённая телекомпания, съёмки которой уже переданы во все СМИ Богдановича и предложены для трансляции телекомпаниям Екатеринбурга. Захват в масках также, по мнению В. Бровина, рассчитан на воображение обывателя, у которого накануне голосования важно сформировать образ «особо опасного мэра-казнокрада». 
Выборы (2000)
9 июля 2000 года были проведены выборы мэра Богдановичского района и повторные выборы депутатов Думы Богдановичского района по одномандатным избирательным округам № 7, 11. При участии избирателей в выборах главы в 36,42 % избран на должность мэра Богдановичского района Быков А. А. (8065 голосов из 37981 избирателя включённых в списки, или 58,34 %). В выборах также участвовали кандидаты Бровин В. В. (23,96 %), Ковтунов Н. Е. (1,76 %), Шандалов А. Г. (6,44 %), против всех проголосовало 6,44 % избирателей. При явке избирателей 38,67 (округ № 7) и 30,06 % (округ № 11) по результатам повторных выборов депутатов Думы Богдановичского района по избирательному округу № 7 избран депутатом Чижов А. Г., № 11 — Крячко А. И.
В 2002 году молебный дом мусульманской общины Богдановича переехал в дом по адресу улица Кунавина, 66.
С 2003 года проводятся первые службы в новом каменном храме во имя святого апостола евангелиста Иоанна Богослова.

#### Городской округ (2006)
30 июня 2005 года был зарегистрирован Устав муниципального образования «Городской округ Богданович», который был принят решением Думы муниципального образования «Богдановичский район» 26 мая 2005 г. № 39 .
С 1 января 2006 года по муниципальному делению Свердловской области было создано муниципальное образование городской округ Богданович, в состав которого вошли сам город Богданович, 15 сёл, 8 посёлков, 16 деревень.
В 2006 году в Богдановиче образован православный приход. Богослужения проводятся в молитвенном доме, приспособленном в двухэтажном каменном здании советской постройки и освящённом во имя святой Екатерины Великомученицы (улица Гагарина, 19-А).
5 августа 2006 года в день празднования иконы Божией Матери «Почаевская», архиепископ Екатеринбургский и Верхотурский Викентий совершил в Богдановиче чин закладки первого камня в основание фундамента нового храма во имя святой великомученицы Екатерины Александрийской в южной части города. После Архиерейского богослужения и литургии в Иоанно-Богословском приходе был совершён Крестный ход с иконой святой великомученицы Екатерины к месту закладки будущего храма. В честь этого события в Богдановиче со 2 по 5 августа находилась икона святой великомученицы Екатерины с частицей её честных мощей, принесённая из Свято-Троицкого Кафедрального собора.
2010-е годы
В 2013 году епископом Каменским и Алапаевским Сергием был освящён и установлен крест-навершие на храме во имя святого апостола евангелиста Иоанна Богослова в деревне Глухова.
Осенью 2016 года здание храма во имя святого апостола евангелиста Иоанна Богослова приняло завершённый архитектурный вид. Были воздвигнуты три креста: на алтаре, в центральном куполе и на колокольне.
С 1 января 2014 года по Общероссийскому классификатору территорий муниципальных образований ОК 033—2013 город Богданович получил новый код ОКТМО 65707000001 и является административным центром муниципального образования Свердловской области городского округа Богданович.
В 2019 году был разработан проект по реконструкции Парка культуры и отдыха, проведена экспертиза проекта.
2020-е годы

### Город районного подчинения (2020)
С 1 января 2020 года по Общероссийскому классификатору объектов административно-территориального деления ОК 019-95 город Богданович получил новый код ОКАТО 65210501000. Старый код ОКАТО 65416000000 исключён из действующей редакции классификатора. Таким образом город Богданович по административно-территориальному делению Свердловской области перестал быть городом областного подчинения Свердловской области и является городом районного значения (подчинения), административным центром Богдановичского района Свердловской области.
В 2020 году проект реконструкции Парка культуры и отдыха принял участие в федеральном конкурсе «Формирование комфортной городской среды» и стал победителем, получив федеральный грант в размере 70 млн руб. Второй источник финансирования — областная программа «Формирование комфортной городской среды». Остальное — порядка 26 млн руб. — деньги местных предприятий, предпринимателей.
15 августа 2022 года по благословению Преосвященнейшего Мефодия, епископа Каменского и Камышловского, а также при поддержке администрации городского округа Богданович и Фонда святой Екатерины Приходом во имя святой великомученицы Екатерины на церковном участке (ул. Гагарина 19а) начато строительство храма-памятника во имя преподобного Исаакия Далматского. Храм будет построен в честь генерала Евгения Васильевича Богдановича. Строительство этого храма приурочено к 195-летию со дня рождения и 110-летию со дня преставления Е. В. Богдановича в 2024 году.
6 сентября 2022 года началось строительство моста через железную дорогу Богданович — Каменск-Уральский на трассе Екатеринбург — Тюмень. Возведение путепровода Стоимость строительства составит 324 млн руб. Сдать объект планируется в 2024 году. Губернатор Свердловской области Евгений Куйвашев, начальник Свердловской железной дороги (СвЖД) Иван Колесников, и. о. главы городского округа Богданович Олег Нейфельд и директор ООО «Бридж» Владислав Новиков установили триангуляционный знак — геодезическую точку отсчета строительства нового путепровода.
17 сентября 2022 года после реконструкции торжественно открылся Парк культуры и отдыха. В этом году парку исполнилось 95 лет.

## Административно-территориальное деление
Город Богданович и прилегающие территории составляют административно-территориальную единицу Свердловской области — Богдановичский район.
В состав Богдановичского района входят 7 посёлков, 15 сёл, 16 деревень и 1 хутор.
В границах административно-территориальной единицы Богдановичского района образовано муниципальное образование муниципальный округ Богданович.

### Микрорайоны города
Город Богданович не имеет внутригородских районов. В нём официально два микрорайона: Северный и Южный, отражающие географические реалии. Территориально город делится железной дорогой на северную и южную части города.
Северный, называемый в народе «микрорайон БФЗ», включает в свои границы бывших селений Аверино и Глухово (историческая территория будущего города) и территорию мясокомбината. С востока примыкает территория шпалопропиточного завода, чей рабочий посёлок находится в стороне от Северного микрорайона. Промзона отделена от жилых кварталов долиной реки Кунара.

Южный микрорайон — административный центр города. Главная часть микрорайона ограничена улицами Первомайская, Гагарина и Кунавина в их пересечении с Октябрьской, Партизанской и Ленина. С востока примыкает территория АО «Огнеупоры», с юга — больничный городок и МЖК, с запада — квартал, образованный улицами Рокицанской и Победы. В состав южной части города входит отдаленный посёлок Восток.
- Вид на железнодорожный вокзал и северный микрорайон
- Южная часть города, вид на площадь Мира (частично)

## Органы власти (РСФСР)

### Исполнительная власть

#### Председатели исполкома (1924—1991)
Председатели исполнительного комитета районного (городского) Совета народных депутатов
| № | Фамилия Имя Отчество           | Фотография | Период руководства | Период руководства | Партия |
| - | ------------------------------ | ---------- | ------------------ | ------------------ | ------ |
| 1 | Шантарин Григорий Савватеевич  |            | 1924               | 1943               | ВКП(б) |
| 2 | Антипин Пётр Иванович          |            | 1944               | 1952               | ВКП(б) |
| 3 | Быков Пётр Александрович       |            | 1952               | 1957               | КПСС   |
| 4 | Кудрявцев Александр Васильевич |            | 1957               | 1961               | КПСС   |
| 5 | Хомяков Михаил Иванович        |            | 1961               | 1962               | КПСС   |
| 6 | Ситников Михаил Иванович       |            | 1962               | 1988               | КПСС   |
| 7 | Кыштымов Сергей Леонидович     |            | 1988               | 1991               | КПСС   |

## Органы власти (Россия)

### Исполнительная власть
Указом Президента Российской Федерации Б. Н. Ельцина от 21 сентября 1993 года № 1400 «О поэтапной конституционной реформе в Российской Федерации» была прекращена деятельность Съезда народных депутатов и Верховного Совета Российской Федерации.
В соответствии с Областным законом Свердловской области «О выборах Губернатора Свердловской области» от 18 ноября 1994 года и Указом Президента Российской Федерации «О выборах губернатора Свердловской области» от 11 мая 1995 года № 479 постановлением Свердловской областной Думы от 4 марта 1995 года № 151 «О выборах органов местного самоуправления и Губернатора Свердловской области» выборы Губернатора Свердловской области и глав местного самоуправления были назначены на 18 июня 1995 года. Постановлением Свердловской областной Думы от 17 мая 1995 года № 204 были внесены изменения в постановление Свердловской областной Думы от 4 марта 1995 года «О выборах органов местного самоуправления и Губернатора Свердловской области» с заменой дня выборов 18 июня 1995 года на 6 августа 1995 года.

#### Главы городской администрации (1991—1996)
Главы городской администрации Богдановичского района
| № | Фамилия Имя Отчество       | Фотография | Период руководства | Период руководства | Партия |
| - | -------------------------- | ---------- | ------------------ | ------------------ | ------ |
| 1 | Кыштымов Сергей Леонидович |            | 1991               | 1992               |        |
| 2 | Иванов Людвиг Григорьевич  |            | 1992               | 1996               |        |

#### Главы муниципального образования (1996—2005)
Главы администрации муниципального образования Богдановичский район
| № | Фамилия Имя Отчество       | Фотография | Период руководства | Период руководства | Партия |
| - | -------------------------- | ---------- | ------------------ | ------------------ | ------ |
| 1 | Бровин Владимир Васильевич |            | 1996               | 2000               |        |
| 2 | Быков Андрей Анатольевич   |            | 2000               | 2004               |        |

#### Главы городского округа (с 2006)
Главы муниципального образования — городской округ Богданович
| № | Фамилия Имя Отчество           | Фотография | Период руководства | Период руководства | Партия        |
| - | ------------------------------ | ---------- | ------------------ | ------------------ | ------------- |
| 1 | Быков Андрей Анатольевич       |            | 2004               | 2008               | Единая Россия |
| 2 | Быков Андрей Анатольевич       |            | 2008               | 2012               | Единая Россия |
| 3 | Москвин Владимир Александрович |            | 2012               | 2017               | Единая Россия |
| 4 | Мартьянов Павел Александрович  |            | 25 декабря 2017    | 11 октября 2022    | Единая Россия |
| 5 | Нейфельд Олег Петрович         |            | 11 октября 2022    |                    |               |

Решением Думы городского округа Богданович от 11.10.2022 № 19 полномочия главы городского округа Богданович до вступления в должность вновь избранного главы городского округа Богданович в соответствии с пунктом 12 статьи 28 Устава городского округа Богданович временно исполняет первый заместитель главы администрации городского округа Богданович Нейфельд Олег Петрович.

### Представительная власть

#### Собрание представителей (1994—1995)
В соответствии с Указом Президента РФ «О реформе местного самоуправления в РФ» от 26 октября 1993 года № 1760, Указом Президента РФ «О гарантиях местного самоуправления в РФ» от 22 декабря 1993 года № 2265, Временным положением «О местном самоуправлении в Свердловской области», утверждённым постановлением Главы администрации Свердловской области от 25 января 1994 года, в результате выборов депутатов органа местного самоуправления на территории города Богдановича было образовано Собрание представителей города Богдановича.
Собрание представителей города Богдановича являлось органом местного самоуправления города Богдановича и осуществляло свою деятельность на территории города Богдановича. Собрание представителей города Богдановича избиралось населением на основе всеобщего, равного и прямого избирательного права при тайном голосовании. Состав Собрания представителей — 7 депутатов, которые избирались сроком на 2 года. (Основание: архивный отдел администрации МО «Богдановичский район», ф. 92, оп. 1, д. 1, лл. 13-14).
1 заседание Собрания представителей города Богдановича состоялось 29 апреля 1994 года.

#### Богдановичская городская Дума (1995—1996)
Решением Собрания представителей города Богдановича от 8 сентября 1995 года «О внесении изменений во Временное положение о Собрании представителей» Собрание представителей города Богдановича было переименовано в Богдановичскую городскую Думу, которую стал возглавлять председатель городской Думы.
Постановлением Свердловской областной Думы от 18 января 1996 года № 354 «О выборах представительных органов местного самоуправления в Свердловской области», руководствуясь Федеральным Законом «Об общих принципах организации местного самоуправления в Российской Федерации», Свердловская областная Дума постановила назначить выборы представительных органов местного самоуправления и установить дату дня голосования 14 апреля 1996 года в муниципальных образованиях, в том числе в Богдановичском районе.

#### Дума Богдановичского района (1996—2005)
В результате подготовки и проведения выборов депутатов Думы Богдановичского района 14 апреля 1996 года на территории муниципального образования «Богдановичский район» был сформирован представительный орган власти — Дума Богдановичского района в составе 18 депутатов. (Основание: архивный отдел администрации МО «Богдановичский район», ф. 88, оп. 1, д. 4, лл. 108—130). Депутатами избраны по одномандатным округам: № 1 — Старков Л. А., № 2 — Шандалов А. Г., № 3 — Абрамов Е. П., № 4 — Иванов В. С., № 5 — Голованов В. Л., № 6 — Маренин А. Н., № 7 — Еременко И. В., № 8 — Карпова Е. И., № 9 — Клементьев А. К., № 10 — Осинцев С. В., № 11 — Топорков Г. Ф., № 12 — Халиуллин А. Н., № 13 — Чепчугов А. И., № 14 — Слепухин А. И., № 15 — Петров С. А., № 16 — Бровин В. В., № 17 — Лыкосов И. М., № 18 — Гузь Г. М.

#### Дума городского округа (2006)
Дума городского округа Богданович постоянно действующий представительный орган городского округа, осуществляющий свои полномочия в соответствии с Конституцией Российской Федерации, с федеральным законодательством, законодательством Свердловской области, Уставом городского округа Богданович и Регламентом Думы. В структуру Думы входят председатель Думы, заместитель председателя Думы, комиссии Думы, депутатские объединения. Структурным подразделением Думы является аппарат Думы.
Депутат является полномочным представителем населения, проживающего в городском округе Богданович. В соответствии с Федеральным законом от 06 октября 2003 года N 131-ФЗ «Об общих принципах организации местного самоуправления в Российской Федерации» депутат Думы является лицом, замещающим муниципальную должность. Депутаты Думы избираются на 5 лет.

## Официальная символика
Работа над современными гербом и флагом началась в январе 2004 года. В соответствии со статьёй 11 Федерального закона от 28 августа 1995 года No154-ФЗ «Об общих принципах организации местного самоуправления в Российской Федерации», статьёй 12 Областного закона от 13 апреля 1995 года No12-ОЗ «О местном самоуправлении в Свердловской области», рассмотрев предложенные комиссией по символам Свердловской области эскизы, описания и Положения о гербе и флаге, Дума муниципального образования «Богдановичский район» утвердила герб и флаг муниципального образования «Богдановичский район» и Положения о гербе и флаге.
Перечень документов по гербу и флагу внесены в Государственный геральдический регистр Российской Федерации.
С 1 января 2006 года герб и флаг муниципального образования Богдановичский район являются официальными символами муниципального образования городской округ Богданович.
Герб муниципального образования составлен по правилам и традициям геральдики, и отражает исторические, культурные, социально-экономические, национальные и иные местные традиции.

### Герб
Описание
Блазон:
В поле, рассеченном зеленью и лазурью, вверху — золотой крест, сверху процветший, на прочих же концах трилистный; внизу — серебряный пояс, дважды тонко окаймленный: изнутри в цвет поля, снаружи — золотым, с костыльно-зубчатой границей между каймами.
Символика
- Щит увенчан муниципальной короной установленного образца.
- Золотой крест с лилией указывает на имя города, восходящее к фамилии генерала от инфантерии Е. В. Богдановича.
- Фланкированный пояс указывает, с одной стороны, на развитие благодаря трудам Е. В. Богдановича железнодорожного сообщения между Казанью и Тюменью (зелёный цвет поля — Казанская, синий — Тюменская дороги) с другой — на керамические производства развитые в городе.

### Флаг
Прямоугольное полотнище с отношением ширины к длине 2:3, состоящее из двух равных вертикальных полос зелёного и синего цветов.
В верхней части полотнища помещено изображение жёлтого фигурного креста из герба городского округа Богданович.
Вдоль нижнего края полотнища на расстоянии 1/10 ширины полотнища расположен орнамент в виде полос белого и жёлтого цветов с габаритной шириной 1/5 ширины полотнища, воспроизводящее окаймленный пояс из того же герба.

### История герба
Символ ящерицы
Первым символом, связанным с Богдановичем, получившим всесоюзную в СССР известность, стала с 1973 года эмблема Богдановичского фарфорового завода. Торговой маркой фарфоровых изделий стало изображение обернувшейся ящерицы в короне, Хозяйки Медной горы, властительницы Уральских гор, известного персонажа уральских сказов П. П. Бажова, являющейся современным символом Среднего Урала. Эмблема символизирует природные богатства края и говорит, что завод расположен на Среднем Урале. Этот образ — знак преемственности изделий Богдановичского фарфорового завода и уральских сказок, старины.
Хозяйка Медной горы — владелица земных богатств, хранительница тайн прекрасного и секретов высокого мастерства. Считалась покровительницей рудокопов. Хозяйка враждебна начальству и всякого рода барским прислужникам, помогает она лишь смелым и свободолюбивым рабочим. Она самостоятельно распоряжается земными богатствами: по своему желанию может допустить или не допустить разработку, может «увести богатство» или наоборот — подарить его с помощью подвластных ей ящериц.
На каждом изделии ставился товарный знак предприятия, который сохраняется с 1973 года. Знак обычно был нанесен синим подглазурным штампом, его сопровождала надпись «Общепит».
Символ шамота
Ещё один вариант эмблемы, созданный в 1980-х гг. художниками Богдановичского огнеупорного завода. Эмблема имеет в своем составе основные детали производства огнеупоров: свод из огнеупорного шамота и пламя. В нижней части — фарфоровое изделие Богдановичского фарфорового завода. Серебряный пониженный пояс символизировал железную дорогу, послужившую рождению и развитию города. Известен только черно-белый вариант этой эмблемы.
Проект 1980-х годов
В 1980-х гг. появился первый герб города Богданович, созданный художником Богдановичского фарфорового завода Владимиром Степановичем Сырых. Главным элементом эмблемы была изумрудная ящерица в золотой короне, «Хозяйка Медной горы», повторяющая фарфоровую марку БФЗ. За ящерицей были изображены огнеупорные изделия крупнейшего в СССР Богдановичского завода огнеупоров, башенный кран и жилые дома, символизирующие Богдановичский завод крупнопанельного домостроения.
Герб 1996 года
Герб муниципального образования «Богдановичский район» представлял собой геральдический щит цвета натурального малахита (с сохранением его структуры), с положенными в столб пятью серебряными нитями, на которые в центре эмблеме наложено изображение обернувшейся изумрудной коронованной ящерицы, стоящей на архитектурном прямоугольном треугольнике на фоне круглого фарфорового блюда. Сверху и снизу изображены по два оранжевых гонта (прямоугольника), символизирующие огнеупорные изделия завода огнеупоров. Пять серебряных нитей символизируют железную дорогу, ящерица и фарфоровое блюдо — фарфоровый завод.
Сувенирный герб
В 1990-х гг. появился сувенирный герб — вариант эмблемы города Богдановича с сувенирных значков.
- Шамотные кирпичи на эмблеме Богдановичского огнеупорного завода (с 1970-х годов)

## Население
На 1 января 2025 года по численности населения город находился на 500-м месте из 1124 городов Российской Федерации.
| 1900    | 1926    | 1939    | 1959    | 1967    | 1970    | 1979    |
| ------- | ------- | ------- | ------- | ------- | ------- | ------- |
| 200     | ↗579    | ↗8100   | ↗19 147 | ↗25 000 | ↘23 648 | ↗30 849 |
| 1989    | 1992    | 1996    | 1998    | 2000    | 2001    | 2002    |
| ↗35 983 | ↗36 500 | ↗36 700 | ↘36 400 | ↘36 000 | ↘35 800 | ↘32 856 |
| 2003    | 2005    | 2006    | 2007    | 2008    | 2009    | 2010    |
| ↗32 900 | ↘32 300 | ↘32 100 | ↘31 800 | ↗32 100 | ↘31 920 | ↘30 670 |
| 2011    | 2012    | 2013    | 2014    | 2015    | 2016    | 2017    |
| ↗30 700 | ↘30 121 | ↘29 903 | ↘29 659 | ↘29 421 | ↘29 311 | →29 311 |
| 2018    | 2019    | 2020    | 2021    | 2023    |         |         |
| ↘29 241 | ↘29 108 | ↗29 294 | ↗30 142 | ↘29 895 |         |         |

## Экономика

### Транспорт
Узел железнодорожных линий на Екатеринбург, Тюмень, Челябинск, Серов, Каменск-Уральский.
Железнодорожный вокзал.
Автовокзал на участке Р351 автодороги Е22

### Промышленность
В городе действуют Богдановичский огнеупорный завод, шпалопропиточный завод, мясокомбинат, молочный завод, комбикормовый завод и комбинат строительных материалов. Богдановичский шпалопропиточный завод основан в 1927 году. Завод является одним из крупнейших предприятий Богдановичского района, его территория протянулась в длину более чем на 2 километра. Завод является единственным производителем деревянных шпал на Свердловской железной дороге. На территории завода действует узкоколейная железная дорога.
В 1973—2010 годах в городе действовал Богдановичский фарфоровый завод, второе в Российской Федерации предприятие отрасли по производственной мощности. Завод изготовлял фарфоровые изделия (традиционный высокотемпературный фарфор) и изделия из низкотемпературного фарфора: тарелки, чашки, бокалы, чайники, сервизы столовые, чайные, кофейные, наборы столовой посуды различной комплектации. Это было единственное в России предприятие, выпускающее кордиеритовый огнеприпас для фарфоровой промышленности. Завод прекратил работу в 2010 году в связи с банкротством.
В 2014 году на базе бывшей котельной фарфорового завода была создана мини-ТЭЦ электрической мощностью 8,6 МВт и тепловой 68 Гкал. ТЭЦ эксплуатируется ОАО «Богдановичская генерирующая компания».

### Предприятия города
- АО Огнеупоры
- Богдановичский шпалопропиточный завод
- ОАО Богдановичская генерирующая компания
- ОАО Богдановичский городской молочный завод
- ОАО Богдановичский комбикормовый завод
- АО Свинокомплекс «Уральский»
- ООО БЗМП

## Образование

### Общее
- МОУ СОШ № 1
- МОУ СОШ № 2
- МОУ СОШ № 3
- МОУ СОШ № 4
- МАОУ СОШ № 5
- ГБОУ СО «Богдановичская школа-интернат» № 9

### Профессиональное
- Богдановичский политехникум

### Дополнительное
- Детская художественная школа
- Детская школа искусств
- Спортивная школа по хоккею с мячом
- Центр детского творчества

- Богдановичский политехникум
- ГАПОУ СО "Богдановичский политехникум" во время проведения ремонтных работ (июнь 2024г.)
- Школа № 2

## Достопримечательности

### Парки
- Аллея Дружбы
- Парк культуры и отдыха (основан в 1927 году)
- Парк Победы
- Площадь Мира
- Сквер им. Василия Маргелова

### Исторические места
- Кашинское городище
- Железнодорожный вокзал
- Железнодорожный мост
- «Уральский Марс» — глиняный карьер с неземными пейзажами
- Деревня Щипачи — родина поэта Степана Щипачева

## Культура

### Памятники
- Военный мемориал
- «Камень двух колец» («Бажовский камень») расположен при въезде в деревню Кашина на месте венчания Павла Петровича Бажова и Валентины Александровны Иваницкой (венчание состоялось 3 июля 1911 года в местном храме)
- Мемориал памяти землякам, погибшим в годы Великой Отечественной войны (в Парке Победы)
- Памятник Герою Советского Союза Григорию Павловичу Кунавину
- Памятный знак поэту Степану Петровичу Щипачёву
- Скамейка влюбленных
- Памятник В. И. Ленину на городской площади (установлен в 1957 году, демонтирован в 2010 году)

### Музеи
- Краеведческий музей
- Литературный музей Степана Щипачёва
- Музей боевой и трудовой славы Богдановичского «ОАО Огнеупоры»

## Религия

### Русская православная церковь

#### Действующие
- Иоанно-Богословский деревянный молитвенный дом в районе Глухово, переулок Школьный, 7 (открыт в 1990 году по благословению протоиерея Владимира Зязева)
- Храм во имя святого апостола и евангелиста Иоанна Богослова в районе Глухово рядом с деревянным Иоанно-Богословским молитвенным домом (основан в 1993 году по благословению архиепископа Мелхиседека)
- Молитвенный дом православного прихода во имя святой Екатерины Великомученицы в городе Богданович, улица Гагарина, 19А (основан в 2006 году)
- Храм во имя святой великомученицы Екатерины Александрийской в городе Богданович, улица Гагарина, 38 (основан 5 августа 2006 года по благословению архиепископа Викентия)
- Храм-памятник во имя преподобного Исаакия Далматского в городе Богданович, улица Гагарина, 19А (основан 15 августа 2022 года по благословению епископа Мефодия). Храм будет построен в 2024 году в честь генерала Евгения Васильевича Богдановича, к 195-летию со дня его рождения и 110-летию со дня преставления.

#### Закрытые
- Православная часовня в деревне Глухой (по данным «Списка населенныхъ мест Россiйской Имперiи…», 1869 год)[3]
- Храм в честь рождества пророка Иоанна Предтечи в селе Глухово, улица Энгельса, 33 (открыт в 1921 году, закрыт в 1939 году)
- Храм в селе Глухово, переулок 9 января (начало строительства около 1937 года, построили до колокольни, был разрушен)

### Неправославные христианские организации
- Российская Церковь христиан веры евангельской «Источник»

### Исламские организации
- Мечеть мусульман «Чулпан»

## Спорт
- Многофункциональный спортивный центр «Олимп»
- Команда по хоккею с мячом «Фа́кел»

- Военный мемориал в Богдановиче
- Памятник Г. П. Кунавину

## Люди, связанные с городом

### Инициатор строительства
- Богданович Евгений Васильевич — его именем названы станция и город, чиновник особых поручений при министре внутренних дел, автор «Проекта Сибирско-Уральской железной дороги» (Казань — Екатеринбург — Тюмень), дворянин, морской офицер, участник Крымской войны (1853—1856 гг.), генерал от инфантерии и староста Исаакиевского собора (1878 г.).

### Деятели искусства
- Сажаев Михаил Петрович — участник городских, областных, республиканских, всероссийских, международных выставок. Член Союза художников СССР. Лауреат премии Союза болгарских художников, призов Габровского Биеннале, диплома и серебряной плакетки Биеннале в Анконе. Почетный гражданин города Богданович.
- Щипачёв Степан Петрович — поэт, Лауреат двух Сталинских премий, член правления Союза писателей СССР.

### Знаменитые люди
- Кравченко Виктор Андреевич — 49-й командующий Черноморским флотом, адмирал, начальник Штаба Военно-морского флота России, почетный гражданин города Богданович. Награждён Орденом «За службу Родине в Вооруженных силах СССР» III степени.

### Герои Советского Союза
- Кунавин Григорий Павлович — Герой Советского Союза.
- Перепечин Пётр Мартынович — Герой Советского Союза, почетный гражданин города Богданович. Награждён: Золотой Звездой Героя Советского Союза, Орденом Ленина.
- Пургин Кузьма Степанович — Герой Советского Союза.
- Ричняк (Шишкина) Нина Тимофеевна — секретарь в особом отделе НКВД (1941—1946 гг.).
- Шантарин Григорий Савватеевич — Председатель исполнительного комитета районного (городского) Совета народных депутатов Богдановичского района, ветеран Великой Отечественной войны (1941—1945 гг.), майор, гвардии-майор, заместитель командира по политчасти 38 отдельного дорожно-строительного батальона.

### Герои Социалистического Труда
- Еремеев Сергей Васильевич — председатель колхоза имени Я. М. Свердлова с 1934 года, почётный гражданин города Богданович.
- Лихачева Александра Ивановна — доярка колхоза имени А. А. Жданова, почётный гражданин города Богданович.
- Руднева Валентина Прокопьевна — обжигальщик на Богдановичском огнеупорном заводе.
- Шантарин Григорий Егорович — звеньевой колхоза «Авангард» Богдановичского района Свердловской области.

### Кавалеры Георгиевского креста
- Старков Семен Терентьевич — участник Первой мировой войны, гренадер 15-го гренадерского Тифлисского Е.И.В. Великого Князя Константина Константиновича полка, награждён Георгиевским крестом IV-й степени (Солдатским) в 1915 году.

### Почётные граждане
(в скобках — дата присвоения звания)
- Абрамов Евгений Павлович — генеральный директор ОАО «Огнеупоры», заслуженный металлург РФ (1998 г.) (7 августа 2003 года)
- Бабушкина Людмила Валентиновна (25 июля 2019 года)
- Балабанова Алевтина Николаевна — секретарь партийной организации огнеупорного завода (1966—1985 гг.) (14 августа 1986 года)
- Батаков Анатолий Федорович — формовщик огнеупорного завода (11 августа 1983 года)
- Бахарев Николай Михайлович — заместитель генерального директора по коммерческо-финансовым вопросам и транспорту Богдановичского огнеупорного завода (22 июля 2008 года)
- Бездежская Зоя Федоровна — преподаватель Богдановичского механико-керамического техникума (12 августа 1994 года)
- Бондаренко Виталий Данилович — директор Богдановичского огнеупорного завода (1942—1954 гг.) (12 августа 1982 года)
- Гурман Семён Михайлович — преподаватель Богдановичского политехникума (27 июля 2010 года)
- Еремеев Сергей Васильевич (12 марта 1987 года)
- Зенкова Мария Ивановна — заведующая музеем Боевой и трудовой славы Богдановичского ОАО «Огнеупоры» (28 июля 2016 года)
- Казанцев Артемий Васильевич — председатель городского Совета ветеранов, участник Великой Отечественной войны (17 апреля 1995 года)
- Клементьев Александр Кузьмич — заслуженный работник текстильной и легкой промышленности РФ, ветеран труда (29 июля 2004 года)
- Коптяев Николай Сергеевич — директор ЗАО «Известняк» (14 августа 2002 года)
- Костромин Рудольф Алексеевич — прапорщик в отставке (7 августа 2003 года)
- Кравченко Виктор Андреевич (11 августа 1999 года)
- Кузнецов Геннадий Павлович — дорожный мастер Баженовской дистанции пути (11 августа 1983 года)
- Лихачева Александра Ивановна (28 июня 2001 года)
- Мелехин Александр Алексеевич — каменщик строительного управления № 4 (9 августа 1984 года)
- Мельников Геннадий Федорович — директор профессионально-технического училища № 45 (1 августа 1996 года)
- Панфилова Евгения Григорьевна — инициатор создания фронтовых бригад на огнеупорном заводе (11 августа 1983 года)
- Перепечин Петр Мартынович (12 августа 1982 года)
- Плешакова Елизавета Евгеньевна — бригадир штукатуров-маляров строительного управления № 4 (13 августа 1987 года)
- Пыжов Александр Степанович — заместитель главы администрации городского округа Богданович (28 июля 2011 года)
- Руднева Валентина Прокопьевна (12 августа 1982 года)
- Сажаев Михаил Петрович — участник городских, областных, республиканских, всероссийских, международных выставок (28 июля 2005 года)
- Сажин Вячеслав Николаевич — бригадир комплексной бригады колхоза имени Я. М. Свердлова (29 июня 2006 года)
- Семенищев Георгий Владимирович — врач-хирург, заведующий хирургическим отделением ГБУЗ СО «Богдановичская центральная районная больница» (23 июля 2015 года)
- Сизиков Анатолий Владимирович — генеральный директор ОАО «Богдановичский комбикормовый завод» (19 июля 2007 года)
- Ситников Михаил Иванович — председатель исполнительного комитета районного (городского) Совета народных депутатов (1962—1988 гг.) (11 августа 1988)
- Стражевич Анастасия Григорьевна — врач отоларинголог Богдановичской центральной больницы (1957—1992 гг.) (18 августа 2000 года)
- Тришевская Людмила Михайловна — учитель математики средней школы № 1 (11 августа 1999 года)
- Халаев Владимир Митрофанович — заместитель Генерального директора АО «Огнеупоры» (начальник ОКСа) (11 августа 1997 года)
- Харлов Георгий Павлович — директор ООО «Богдановичский керамзит» (27 июля 2017 года)
- Харченко Иван Гаврилович — участник Великой Отечественной войны 1941—1945 гг. (15 августа 1985 года)
- Хомяков Михаил Иванович — председатель исполнительного комитета районного (городского) Совета народных депутатов (1961—1962 гг.) (9 августа 1984 года)
- Черепанова Марина Васильевна — ветеран здравоохранения городского округа Богданович (23 июля 2020 года)
- Шабалина Эмилия Михайловна — директор Байновского Дома культуры (11 августа 1999 года)
- Яковлев Иван Федорович — председатель Совета ветеранов Богдановичского огнеупорного завода (12 августа 1994 года)

### Спортсмены
- Головина Елена Викторовна — десятикратная чемпионка мира по биатлону.
- Куликов Евгений Николаевич — конькобежец, чемпион XII зимних Олимпийских игр (1976 г.), рекордсмен мира.

## СМИ

### Газеты
- «Знамёнка» — независимая газета (основана 4 мая 2000 года)
- «Народное слово» — муниципальная газета (основана 2 августа 1945 г., называлась «Большевистское слово», с 1 января 1953 г. — «Знамя Победы», с января 1963 г. — «Знамя Коммуны», с 1 марта 1991 г. именуется «Народное слово».)[89]
- «Наш Богданович» — независимая газета (учредитель ИП Попов А. Н.)

### Журналы
- «Твое Время» — ежемесячный глянцевый журнал для всей семьи

### Телеканалы
- «ТВ — Богданович» — муниципальный телеканал Богдановича

### Радио
- «Лира FM» — местный радиоканал на частоте 104,3

## Фестивали и мероприятия
- Народное гуляние «Кашинский хоровод»
- Байк-рок фестиваль «Пикник на обочине»

- Байк-рок-фестиваль "Пикник на обочине 2024".
- Байк-рок-фестиваль "Пикник на обочине 2024". Выступление Артура Беркута (экс-Ария)
- Байк-рок-фестиваль "Пикник на обочине 2024". Выступление Артура Беркута (экс-Ария)

## Международные связи

### Города-побратимы
- Рокицани (Чехословацкая СР)
- Тунцзян (Китайская Народная Республика)